# Saint-Sulpice-les-Bois
Saint-Sulpice-les-Bois – miejscowość i gmina we Francji, w regionie Nowa Akwitania, w departamencie Corrèze. Nazwa miejscowości pochodzi od imienia św. Sulpicjusza.
Według danych na rok 1990 gminę zamieszkiwało 71 osób, a gęstość zaludnienia wynosiła 3 osoby/km² (wśród 747 gmin Limousin Saint-Sulpice-les-Bois plasuje się na 527. miejscu pod względem liczby ludności, natomiast pod względem powierzchni na miejscu 273.).